# Peucedanum dielsianum
Peucedanum dielsianum är en flockblommig växtart som beskrevs av Friedrich Karl Georg Fedde. Peucedanum dielsianum ingår i släktet siljor, och familjen flockblommiga växter. Inga underarter finns listade i Catalogue of Life.